# 横山健
横山 健（よこやま けん、1969年10月1日 - ）は、日本のギタリスト、シンガーソングライター。Hi-STANDARDのギター&コーラス。Ken Yokoyama（ken band）のボーカル&ギター。BBQ CHICKENSのギター。東京都杉並区高井戸出身。PIZZA OF DEATH RECORDS代表取締役社長。既婚。三児の父（男子二児は前妻との子、男子一児は現在の妻との子）。O型。身長165cm。

## 来歴

### 生い立ち - Hi-STANDARD時代
幼少期は野球が好きで、小学生の時には野球チームに所属していたが、杉並区立高井戸中学校時代、野球部は坊主にしないといけなかったためバレーボール部に入った。また、1年生の時には生徒会の役員もやっていた。この頃は特にヘヴィメタルを愛好しており、オジー・オズボーンやアイアン・メイデンを聴いていた。
成城高等学校に入ってエレキギターを買ってからはギター三昧の日々を送り、高校には軽音楽部がなかったため地元の友達とバンドを組んでヘヴィメタルのカバーをやっていた。この頃はスケートボードもやっており、区民センターの横にある焼却炉近くの広いスペースを溜まり場にして友達と遊んでいた。
高校の終わりにパンク・ロックを知り、傾倒、心酔していく。海外のバンドを中心に聴いていたが、最も衝撃を受けたのは国内のバンドであるTHE BLUE HEARTSだったという。美術系の大学を受験するも失敗し、浪人中にアルバイトをしながらバンドを組み、音楽中心の生活を始めていった。
1991年にHi-STANDARDを結成し、1994年にデビュー。1999年にはレーベル「PIZZA OF DEATH RECORDS」を設立し社長を務める。1990年代後半から2000年代初頭に起こったメロディック・パンク・ムーブメントを牽引してきた。2000年のHi-STANDARD活動休止後はBBQ CHICKENSのギターを担当。2002年から2004年までthe 原爆オナニーズに在籍。

### Ken Yokoyamaとしてバンド活動を開始
- 2004年
  - 2月18日 - 1stアルバム『The Cost Of My Freedom』で「Ken Yokoyama」としてのバンド活動を開始する。オリコンウィークリーチャート初登場8位。その後、KEN BANDを率いてライブを行う。※2019年2月よりKen Yokoyamaをバンド名とした。
- 2005年
  - 8月6日 - ROCK IN JAPAN FESTIVALに初主演。
  - 11月9日 - 2ndアルバム『Nothin' But Sausage』リリース（オリコンウィークリーチャート初登場3位）。
- 2007年
  - 9月5日 - 3rdアルバム『Third Time's A Charm』リリース（オリコンウィークリーチャート初登場9位）。
- 2008年
  - 1月13日 - 「ひとりのミュージシャンとして、いつかはやりたいと思っていた。」という日本武道館でのライヴを『DEAD AT BUDOKAN』と称して行い、13000人を動員。
- 2010年
  - 3月10日 - 4thアルバム『Four』リリース（オリコンウィークリーチャート初登場5位）。
  - アリーナでのライブ『DEAD AT BAY AREA』を開催。10月3日に「WEST BAY」と称して神戸国際展示場で、11日に「EAST BAY」と称して幕張メッセで行い、東西合わせて14000人を動員。
- 2011年
  - 4月26日 - 横山、難波、恒岡の3人が同時刻に【9.18 ハイ・スタンダード AIR JAM。届け!!!】とTwitterに投稿。
  - 5月13日 - AIR JAM2011の開催とHi-STANDARDの復活が正式に発表される。
  - 9月18日 - AIR JAM2011が横浜スタジアムにて開催され、2000年以降活動を休止していたHi-STANDARDが活動再開。3万枚のチケットに22万の応募が殺到した[要出典]。
  - 震災以降、ソロでは被災地でのフリーライヴ「We're Fuckin' One Tour」を何度も敢行。これまで出演しなかったラジオや雑誌などのメディアに出演するようになり、復興や脱原発への想いを語っている。
- 2012年
  - 9月15・16日 - Hi-STANDARDとして『AIR JAM 2012』を宮城県・国営みちのく杜の湖畔公園で開催。震災から1年半、念願の東北での開催となり、2日間で5万人超を動員した。
  - 11月21日 - 5thアルバム『Best Wishes』リリース（オリコンウィークリーチャート初登場8位）。
- 2013年
  - 映画『横山健-疾風勁草編-』を全国60の劇場で1週間限定（延長を含め計2週間）上映。3万人を動員。
- 2014年
  - 5月15日 - 横山健・著『横山健-随感随筆編-』リリース。
  - 映画『横山健-疾風勁草編-』DVDリリース（オリコンDVD映画ウィークリーチャート初登場1位）。
  - 6月7日 - PIZZA OF DEATH RECORDS主催の音楽フェス「SATANIC CARNIVAL」初開催。
- 2015年
  - 3月27日 - 写真集 『横山健-岸田哲平編-』リリース。
  - 7月8日 - シングル『I Won't Turn Off My Radio』リリース。
  - 9月2日 - 6thアルバム『Sentimental Trash』リリース。
- 2016年
  - 2月28日 - 「SPACE SHOWER MUSIC AWARDS」で「BEST PUNK/LOUD ROCK ARTIST（もっとも優れたパンク/ラウドロックアーティストに授与される賞）」を受賞[2]。
  - 3月10日 - ツアーファイナルに8年ぶりの日本武道館でのライヴ『DEAD AT BUDOKAN RETURNS』を開催。チケットは即日ソールドアウト。
  - 6月22日 - DVD『DEAD AT BUDOKAN RETURNS』発売。
  - 12月23日 - Hi-STANDARDとして、AIR JAM 2016を福岡ヤフオク!ドームで開催。
- 2018年
  - 6月6日 - NAMBA69とのスプリット・シングル「Ken Yokoyama vs NAMBA69」をPIZZA OF DEATHからリリース。
  - 10月10日 - 過去に参加したトリビュートアルバムや未音源化楽曲等に加えて、新曲を加えたセルフ・コンピレーションアルバム『Songs Of The Living Dead』をリリース。
- 2020年
  - 3月25日 - オムニバスアルバム『The Very Best of PIZZA OF DEATH Ⅲ』に『Out Alone』で参加。
  - 9月25日 - 1stミニアルバム『Bored? Yeah, Me Too』をレーベル直販・通販限定でリリース。
- 2021年
  - 1月8日 - 1stライブアルバム『BECAUSE IT’S 2020』をレーベル直販・通販限定でリリース。
  - 5月26日 - 7thアルバム『4Wheels 9Lives』をリリース。

## 人物
- 長年Navigatorのギター N-LP-380LTDを愛用しており、横山のトレードマークでもあった。彼はいつもガムテープでピックアップをリアに固定していた。
- ESPからは、ESP 助六 CHERRY KEN、Navigator N-LP-'97 HONEY KEN、EDWARDS E-MA-'98 ALOHA KEN、助六 IGUANAがシグネイチャーとして発売されている。
- メインギターは助六。アンプヘッドに吉岡美穂の写真を貼っていたが、吉岡がIZAMと結婚したため、現在はIZAMの写真に張り替えられている。2014年ごろからグレッチのセミアコースティック・ギターをライブやレコーディングなどで使用しており、2015年に日本人ギタリストとしては唯一シグネイチャーモデル「Kenny Falcon」が製作された。
- 妻との間に、2005年9月9日に長男、2009年6月15日に次男を授かっている。ただし、この妻とは離婚し別の女性と再婚したことが、2010年代後半から2020年代前半にかけて週刊誌などで報じられた。これに関して、横山本人はコメントを発していない。
- 座右の銘は「実るほど頭を垂れる稲穂かな」。
- 両肩から腕にかけて刺青が施されており、右肩には長男と次男の名前の刺青をしている。「Let The Beat Carry On」のPVにも一瞬ではあるが、彫師に刺青を入れてもらう場面が出てくる。
- 過去は地上波への出演を避けていたが、番組によっては出演。近年は積極的に民放へも出演をしており、2015年には前述されている『ミュージックステーション』の出演を皮切りにバラエティ番組にも出演した。
- アニメ『妖怪ウォッチ』に最近ハマっており、中でもコマさんが好きで、LIVEでも頻繁に「もんげー」と叫んだり、語尾に「ずら」をつけて話したりとかなりお気に入り。

## Ken Yokoyama
当初はソロアーテイストとしての横山と、それをライブで演奏する為のバンドであり、通称Ken Bandと呼称されていたが、2019年2月、横山が自身のコラムで「Ken Yokoyamaはバンド名」と改めて宣言した。Ken Yokoyamaをバンド名とする解釈としては、Bon Joviと全く同じ発想。ソロアーティストとしての表記は横山健。

### メンバー
横山 健
ボーカル、ギター担当。
南英紀
ギター担当。2008年2月加入。2013年までKEMURIのギタリスト。松浦も所属しているBravo★Brothersのメンバーであり、2013年に結成したemberのギター・ボーカルとしても活動している。
Jun Gray
ベース担当。2008年11月加入。ex.責任転嫁,KENZI & THE TRIPS,BAD MESSIAH,Dessertのベーシスト。メンバー最年長。PIZZA OF DEATH内にJun Gray Recordsという自身のプロデュースするレーベルがある。
松本”EKKUN”英二
ドラム担当。2018年12月加入発表。ex.FACT,Joy-Oppositesのドラマー。通称、EKKUN。

### 旧メンバー
Colin Doyle
ギター担当。2008年の日本武道館ライブ後に脱退。その後はU.K.Lで活動したが、同年に解散。U.K.L解散後の動向は不明。
Serge Verkhovsky
ベース担当。元Limp のベーシスト。MCではツッコミ役。2008年秋のツアー「Ciao Baby Tour」を最後に脱退。現在はTHE ONE THOUGHT MOMENTで活動。ちなみにNO USE FOR A NAMEのアルバム「Hard Rock Bottom」のジャケットに写っている男性は、若き日のSergeである。
Masatoshi “Gunn” Ishida
ドラム担当。2011年1月25日のライブ「Adios Amigo Mostrar」をもって脱退。ex.TOASTのドラマー。現在はWrestling Crime Masterで活動。一時名前を「ISHIDARMAN」(イシダーマン)と改名していた時期がある。
松浦 英治
ドラム担当。2011年2月に加入。2018年のツアー「Songs Of The Living Dead Tour」を最後に脱退。ex.MR.ORANGE、SA（2019年4月加入、2021年7月脱退）、現在は30%LESS FAT、Bravo★Brothersのメンバー。

## ディスコグラフィー

### シングル
|     | 発売日         | タイトル                  | 規格品番                            | 備考                          |
| --- | -------------- | ------------------------- | ----------------------------------- | ----------------------------- |
| 1st | 2005年10月5日  | How Many More Times       | PZCA-26                             | オリコン最高5位、登場回数9回  |
| 2nd | 2007年2月21日  | Not Fooling Anyone        | PZCA-34                             | オリコン最高8位、登場回数10回 |
| 3rd | 2015年7月8日   | I Won't Turn Off My Radio | PZCA-71                             | オリコン最高6位、登場回数10回 |
| 4th | 2023年9月20日  | My One Wish               | PZCA-101:初回限定盤 PZCA-103:通常盤 | オリコン最高8位、登場回数5回  |
| 5th | 2023年11月29日 | These Magic Words         | PZCA-104:初回盤 PZCA-105:通常盤     |                               |

### アルバム
|          | 発売日         | タイトル                                                           | 規格品番                      | 備考                           |
| -------- | -------------- | ------------------------------------------------------------------ | ----------------------------- | ------------------------------ |
| 1st      | 2004年2月18日  | The Cost Of My Freedom                                             | PZCA-18                       | オリコン最高8位、登場回数17回  |
| 2nd      | 2005年11月9日  | Nothin' But Sausage                                                | PZCA-27                       | オリコン最高3位、登場回数15回  |
| 3rd      | 2007年9月5日   | Third Time's A Charm                                               | PZCA-38                       | オリコン最高9位、登場回数11回  |
| 4th      | 2010年3月10日  | Four                                                               | PZCA-46                       | オリコン最高5位、登場回数11回  |
| 5th      | 2012年11月21日 | Best Wishes                                                        | PZCA-59                       | オリコン最高8位、登場回数11回  |
| 6th      | 2015年9月2日   | Sentimental Trash                                                  | PZCA-73                       | オリコン最高2位、登場回数3回   |
| 6.5th    | 2018年10月10日 | Songs Of The Living Dead                                           | PZCA-85                       | オリコン最高4位、登場回数8回   |
| 1st mini | 2020年9月25日  | Bored? Yeah, Me Too                                                | PODRS-2                       | レーベル直販・通販のみ限定発売 |
| 1st live | 2021年1月8日   | PIZZA OF DEATH RECORDS PRESENTS BECAUSE IT’S 2020 〜Ken Yokoyama〜 | PODRS-7                       | レーベル直販・通販のみ限定発売 |
| 7th      | 2021年5月26日  | 4Wheels 9Lives                                                     | PZCA-91(CD+DVD) PZCA-92(CD)   | オリコン最高2位、登場回数8回   |
| 8th      | 2024年1月31日  | Indian Burn                                                        | PZCA-106(CD+DVD) PZCA-107(CD) |                                |

### 参加作品
| 発売日        | タイトル                                             | 収録曲             | 備考           |
| ------------- | ---------------------------------------------------- | ------------------ | -------------- |
| 2016年6月22日 | 東京スカパラダイスオーケストラ『道なき道、反骨の。』 | 道なき道、反骨の。 | ゲストボーカル |
| 2016年9月7日  | 東京スカパラダイスオーケストラ『さよならホテル』     | さよならホテル     | ゲストボーカル |

### オムニバス
| 発売日         | タイトル                                                          | 規格品番   | 収録曲 | 備考                   |
| -------------- | ----------------------------------------------------------------- | ---------- | --- | ---------------------- |
| 2005年4月6日   | Fine Time 2 〜A Tribute to NEW WAVE                               | UPCH-1398  | 2. Hugry Like The Wolf（originally by Duran Duran） | UNIVERSAL MUSIC        |
| 2005年11月23日 | THE BASEMENT TRACKS-10 YEARS SOUNDTRACK OF 7STARS-                | TFCC-86188 | 12. A Decade Lived | TOY'S FACTORY          |
| 2006年9月6日   | Have A Slice Of Death                                             | PZCA-31    | 2. Jealous | PIZZA OF DEATH RECORDS |
| 2006年9月6日   | The Very Best of PIZZA OF DEATH                                   | PZCA-30    | 10. My Day | PIZZA OF DEATH RECORDS |
| 2007年3月21日  | トリビュートアルバム「HUSKING BEE」                               | TFCC-86216 | 4. WALK | TOY'S FACTORY          |
| 2008年6月18日  | PIZZA OF DEATH Records Music Video Anthology                      | PZBA-3     | 16.Running On The Winding Road 19.Believer 24.Longing 29.How Many More Time 30.Last Train Home 31.Ten Years From Now 38.Not Fooling Anyone 41.Why 42.I Love | PIZZA OF DEATH RECORDS |
| 2008年9月24日  | トリビュートアルバム「Yowavinalaaaafincha? -A Tribute To Snuff-」 | FACE-061   | 4. What Kind Of Lov | INYA FACE              |
| 2009年4月15日  | 4 WAY SPLIT「The Best New-Comer Of The Year」                     | PZCA-45    | 7. You're Not Welcome Anymore 8. Don't Know Why | PIZZA OF DEATH RECORDS |
| 2009年10月7日  | HELLO! LOW IQ 01!                                                 | CTCR-14646 | 12.So Easy | cutting edge           |
| 2010年3月13日  | Don't wake up the KIDS !                                          | FACE-088   | 4.Tiny Soul 5.I'm Not A Nice Guy | INYA FACE              |
| 2010年4月21日  | The Very Best of PIZZA OF DEATH II                                | PZCA-48    | 2. A Stupid Fool | PIZZA OF DEATH RECORDS |
| 2010年6月2日   | VANS COMPILATION LOUD SESSION! ! ! of VANS×BANS                   | VANS-0001  | 1. My Shoes | VANS“OFF THE WALL”     |
| 2010年10月20日 | SION「燦燦と」                                                    | TECI-1289  | DISC2-3.がんばれがんばれ | BAIDIS                 |
| 2018年9月5日   | アッコがおまかせ ～和田アキ子 50周年記念 トリビュート・アルバム～ |            | 5.抱擁 |                        |
| 2020年3月25日  | The Very Best of PIZZA OF DEATH III                               | PZCA-89    | 9.Out Alone | PIZZA OF DEATH RECORDS |

## 楽曲提供
- Security Blanket / PUFFY（大貫亜美） - アルバム『Splurge』に収録

作曲・ギター・コーラスを担当。

## ミュージックビデオ
| 公開年 | 監督                   | 曲名                                                    | 備考                            |
| ------ | ---------------------- | ------------------------------------------------------- | ------------------------------- |
| 2004年 | UGICHIN                | Running On The Winding Road                             |                                 |
| 2004年 | UGICHIN                | Longing（A Quiet Time）                                 |                                 |
| 2004年 | UGICHIN                | Believer                                                |                                 |
| 2005年 | UGICHIN                | How Many More Times                                     |                                 |
| 2005年 | UGICHIN                | Ten Years From Now                                      |                                 |
| 2005年 | UGICHIN                | Last Train Home                                         |                                 |
| 2006年 |                        | Ricky Punks                                             | from LIVE DVD「Backstage Pass」 |
| 2006年 | Jealous                |                                                         | from LIVE DVD「Backstage Pass」 |
| 2007年 | UGICHIN                | Not Fooling Anyone                                      |                                 |
| 2007年 | UGICHIN                | I Love                                                  |                                 |
| 2007年 | UGICHIN                | Why                                                     |                                 |
| 2008年 | UGICHIN                | Running On The Winding Road from DVD「Dead At Budokan」 |                                 |
| 2010年 | UGICHIN＋KEN YOKOYAMA  | Punk Rock Dream                                         |                                 |
| 2010年 | MINORxU                | Let The Beat Carry On                                   |                                 |
| 2012年 | 上山悠二 x MINORxU     | Save Us                                                 |                                 |
| 2012年 | UGICHIN & Ken Yokoyama | You And I, Against The World                            |                                 |
| 2015年 | 眞山広樹               | I Won't Turn Off My Radio                               | Producer：進通法孝              |
| 2015年 | MINORxU                | A Beautiful Song                                        |                                 |
| 2016年 |                        | I Won't Turn Off My Radio                               | from「DEAD AT BUDOKAN RETURNS」 |
| 2018年 |                        | Come On,Let's Do The Pogo                               |                                 |
| 2018年 | MINORxU                | I Fell For You, Fuck You                                |                                 |
| 2020年 | 番場秀一               | Woh Oh                                                  |                                 |

## 出演

### テレビ
- ROCK FUJIYAMA 第50回 横山健 from Hi-STANDARD （2007年3月19日、テレビ東京）
- ZOOM「Ken Yokoyama ビデオクリップ特集」（2007年9月7日、スペースシャワーTV）
- SPACE SHOWER HOT 50 チャート★コバーン（2007年9月7日、スペースシャワーTV）
- スペシャボーイズ（2007年9月12日、スペースシャワーTV）
- VIP「Ken Yokoyama特集」（2007年9月16日、スペースシャワーTV）
- GUITAR STORIES - 情熱のスーパーギタリスト列伝 - #14 横山健（2011年4月23日、TwellV）
- Ken Yokoyama SPECIAL 〜Best Wishes〜（2012年11月26日、スペースシャワーTV）
- Ken Yokoyama MUSIC VIDEO SPECIAL（2012年11月26日、スペースシャワーTV）
- THE ROCK STORIES（2012年11月13日 - 11月15日、フジテレビ）
- 音エモン（2012年12月7日、関西テレビ）
- V3（2012年12月14日、九州朝日放送）
- Mujack（2012年12月21日、関西テレビ）
- Music Lovers（2013年7月29日・8月6日、日本テレビ） ※矢沢永吉のゲストラバーズ
- ノンフィクションW 物言うパンクス!横山健 〜311、ハイスタ、その先に〜（2013年3月1日、WOWOW）
- MTV LIVE SELECTION：Ken Yokoyama（2013年3月30日、MTV JAPAN）
- てれまさむね（2013年5月1日、NHK仙台）
- MUSIC SAVES TOMORROW SPECIAL 〜『今』を生きる〜（2013年7月2日、スペースシャワーTV）
- ミュージックステーション（2015年7月10日、テレビ朝日）
- ドォーモ（2015年9月9日、九州朝日放送）
- バズリズム（2015年9月11日、日本テレビ）
- めざましテレビ（2015年11月4日、フジテレビ）※PIZZA OF DEATH所属のバンドWANIMAについてのインタビュー出演

### 映画
- 横山健 -疾風勁草編-（2013年）
- ブラフマン（2015年）- 語り[8]

### ラジオ
- HYPER ACTIVE!? OH! YAH! ZEE! MARK'E（2010年3月4日、FM802）※代打出演
- ARTIST PRODUCE SUPER EDITION（2012年12月・2021年5月・2024年1月、JFN系列24局→28局ネット）
- オールナイトニッポン（2015年9月2日、ニッポン放送）※AKB48のピンチヒッターとして担当
- 横山健のオールナイトニッポン（2023年11月28日、ニッポン放送）

## 雑誌
- 「GUITAR MAGAZINE」連載コラム『Sweet Little Blues』（1997年9月 - 2000年7月）
- 「GUITAR MAGAZINE」連載コラム『続・Sweet Little Blues』（2013年7月 - 、不定期連載）

## 使用機材
- ESP Navigator N-LP-380LTD / Honey
  - Hi-STANDARDでのメインギター。
- ESP 助六 / Oil
  - 横山健初のオリジナルモデル。
- ESP 助六 / Metallica
  - BBQ CHICKENSでのメインギター。
- ESP 助六 / Cherry
  - ソロ初期の頃から長年メインギターとして愛用。
- ESP 助六 / Iguana
  - Cherryのバックアップとして2008年頃からメインギターとして愛用。
- Gibson Custom ES-335 Dot Gloss faded Cherry / Chuck
- GRETSCH G6136T-KF-FSR / Kenny Falcon
  - GRETSCHでは日本人ギタリスト初のシグネイチャーモデル。
- fender telecaster
- DIEZEL  HERBART MK1,MK2   10年以上使用しており、飽きた為、2024/1でメイン機材では無くなった。
- soldano 2024/2よりメインアンプとなった。

※アメリカヨーロッパツアー時はカフェでストラトタイプを使用している写真がある。
KORG  DTR1 TUNER 初期から現在まで使用されている。